# Bertha Stoneman

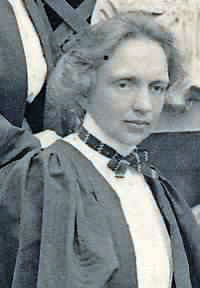
Bertha Stoneman, um 1900

 Bertha M. Stoneman  (* 18. August 1866 in Chautauqua County (New York), USA; † 30. April 1943 in Wellington, Südafrika) war eine US-amerikanische Botanikerin und Hochschullehrerin. Sie war von 1921 bis 1933 Präsidentin des Huguenot College und Gründerin der South African Association of University Women.

## Leben und Werk

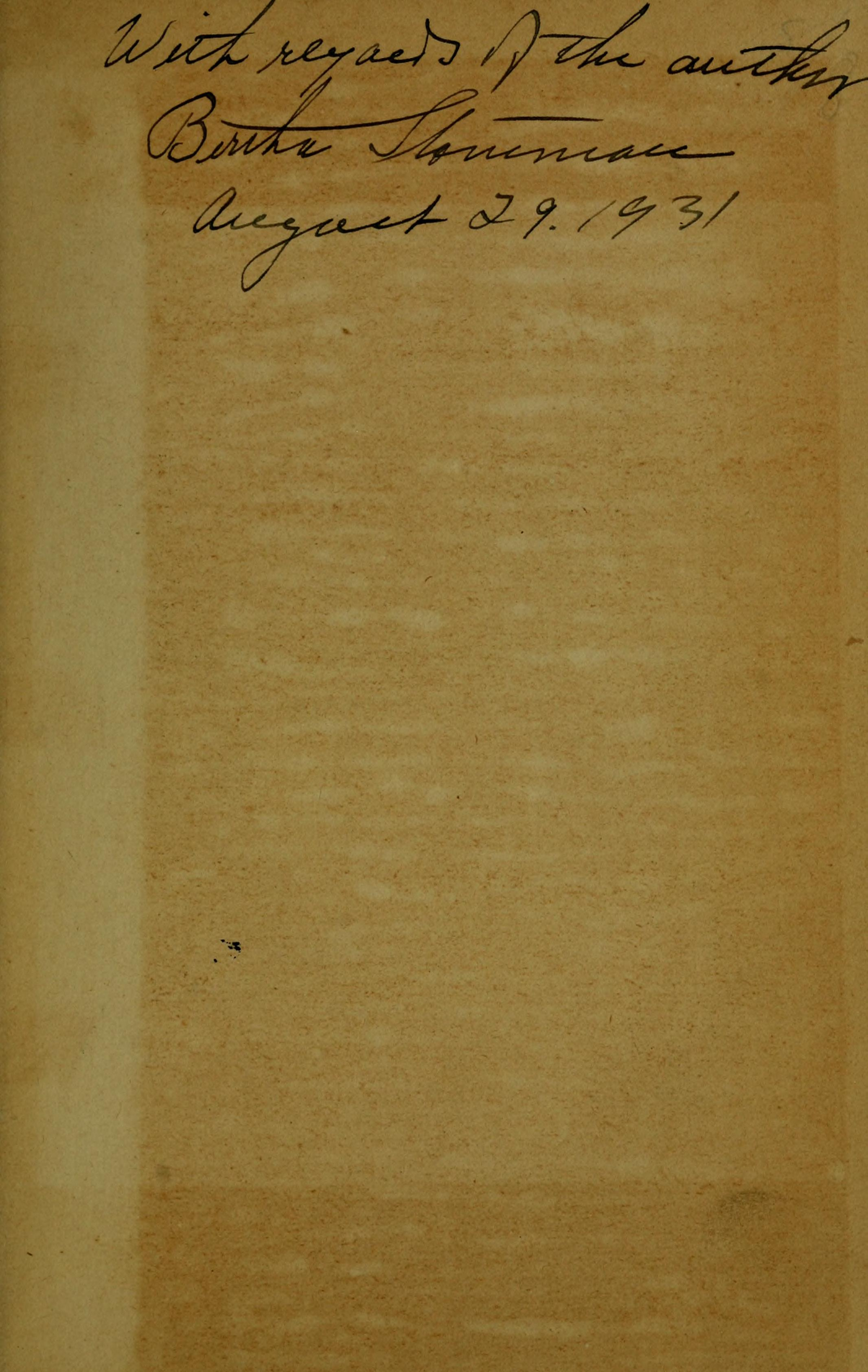
B. Stoneman: Plants and their ways in South Africa Ausgabe von 1915, signiertes Exemplar

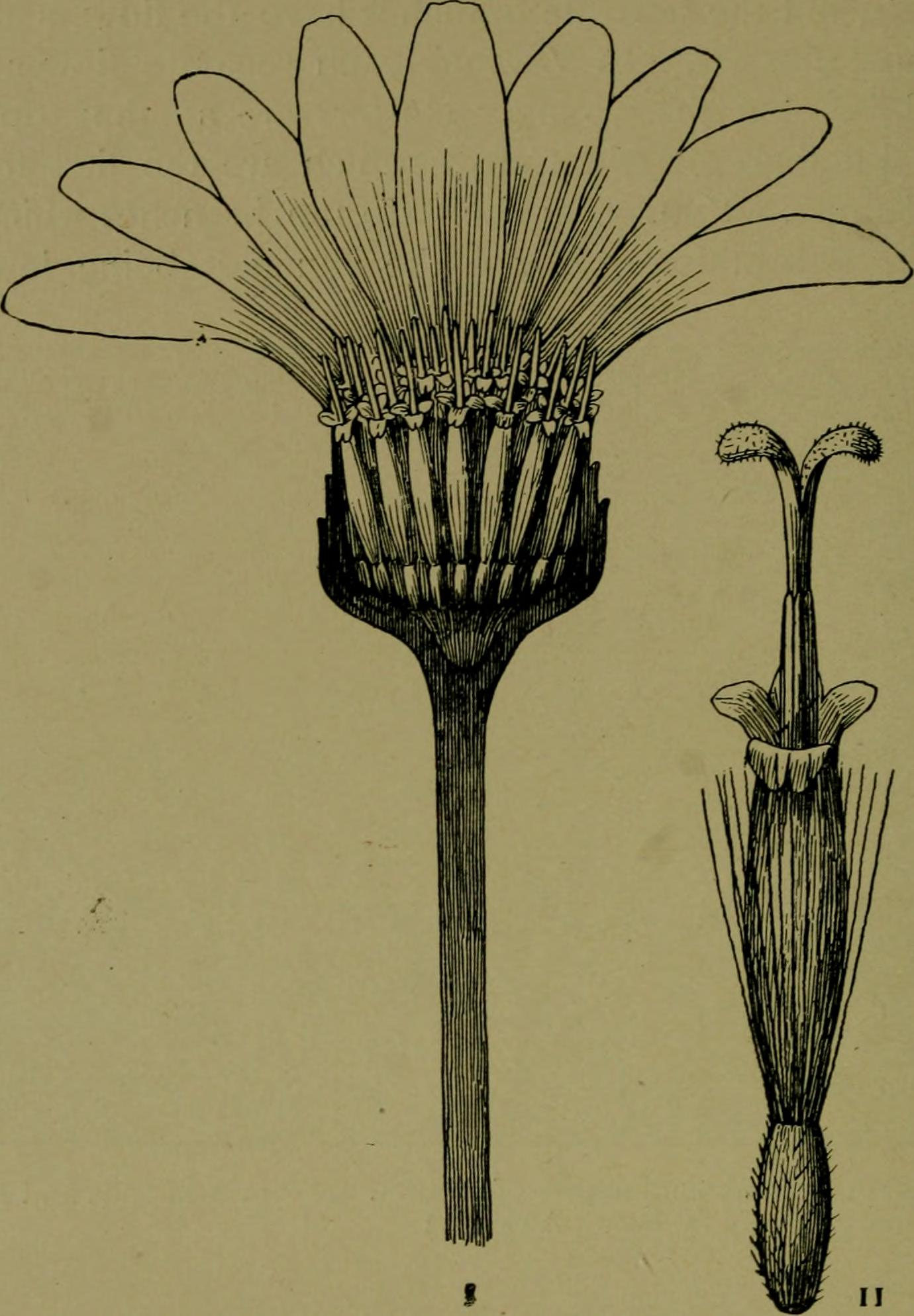
Illustration von Bertha Stoneman in Plants and their ways in South Africa

Stoneman wurde als Tochter von Byron und Mary Markham Stoneman auf einer Farm in der Nähe von Jamestown (New York) geboren. Sie erhielt 1885 den Abschluss an der Jamestown High School und unterrichtete fünf Jahre lang als Lehrerin. Dann studierte sie an der Cornell University, wo sie 1894 den Bachelor of Philosophy erwarb. Sie promovierte 1896 mit der Dissertation: A comparative study of the development of some anthracnoses.
Im Anschluss fuhr sie 1897 auf einem Segelschiff nach Cape Colony in Südafrika und unterrichtete Botanik an dem neu gegründeten Huguenot College for Women, welches 1916 das Huguenot University College wurde. Sie hielt auch Vorlesungen über Zoologie, Psychologie und Logik. 1921 wurde sie die dritte Rektorin des Huguenot University College und war dort bis zu ihrer Pensionierung 1933 tätig. Zu ihren Schülern gehörten die südafrikanische botanische Illustratorin Olive Coates Palgrave und die in Großbritannien geborene südafrikanische Mykologin und Bakteriologin Ethel Doidge.
Stoneman sammelte Pflanzen in verschiedenen Teilen der Kapprovinz und in Lesotho und baute das College-Herbarium auf. Ihr Buch Plants and their ways in South Africa , welches sie im Auftrag des Cape Education Department schrieb, wurde mehrere Jahrzehnte lang als Lehrbuch in südafrikanischen Schulen eingesetzt und wurde in einer zweiten und dritten Auflage erweitert. Mit dem Professor für moderne Sprachen am South African College, Willem S. Logeman, veröffentlichte sie ein Glossar botanischer Begriffe.
Sie wurde 1905 Mitglied der British Association for the Advancement of Science und Mitglied auf Lebenszeit der South African Association for the Advancement of Science. Bis 1920 war sie Mitglied der South African Biological Society. Sie war die Gründerin der South African Association of University Women (SAAUW) und wurde 1923 deren erste Präsidentin. Sie war aktives Mitglied der Huguenot Missionary Society, nationale Repräsentantin der Woman's Christian Association of South Africa und einige Zeit Präsidentin der Convocation der University of South Africa.
Stoneman baute 1941 ein Haus namens „Stonemansion“ in Bain's Kloof, wo sie bis zu ihrem Tod lebte. Gemäß ihrer Verfügung wurde ihre Asche zum Ende des Zweiten Weltkriegs in die Vereinigten Staaten zurückgebracht und im Lakewood Cemetery beigesetzt.
Das Standard-Autorenkürzel Stoneman wird verwendet, um diese Person als Autor zu kennzeichnen, wenn ein botanischer Name zitiert wird.

## Ehrungen
- Aus ihrem Nachlass hat die South African Association of University Women zu ihrem Gedenken das Bertha Stoneman Fellowship for Botanical Research gegründet.[4]
- An der Universität von Pretoria wurde ein Botaniklabor nach Stoneman benannt.

## Veröffentlichungen (Auswahl)
- 1898: A Comparative Study of the Development of Some Anthracnoses.
- 1906: Plants and their ways in South Africa.
- 1937: A book of verse.